# James McCrae
James McCrae   (Bridge of Weir, 2 de setembre de 1894 - Paisley, 3 de setembre de 1974) fou un futbolista escocès de la dècada de 1920 i entrenador.
Pel que fa a clubs, destacà a Clyde, Rangers FC, i West Ham United FC. També fou jugador de Manchester United FC i Watford FC.
Dirigí la selecció d'Egipte a la Copa del Món de futbol de 1934.
Trajectòria com a entrenador:
- 1934–1936  Egipte
- 1941 İstanbulspor
- 1946–1948 Fram